# سعود الشريم
سعود بن إبراهيم بن محمد بن إبراهيم آل شريم من فخذ الحراقيص من قبيلة بني زيد في شقراء  (1386 هـ / 19 يناير 1966)، إمام وخطيب المسجد الحرام من 1412 هـ إلى 1444 هـ، عميد كلية الدراسات القضائية والأنظمة في جامعة أم القرى سابقًا، وقاضي سابق بالمحكمة الشرعية الكبرى في مكة المكرمة، وكُلّف بالتدريس في المسجد الحرام في عام 1414 هـ.

## مولده ونشأته
ولد سعود الشريم بمدينة الرياض عام 1386 هـ. درس المرحلة الابتدائية بمدرسة عرين ثم المتوسطة في المدرسة النموذجية ثم الثانوية في مدرسة اليرموك الشاملة والتي تخرج منها عام 1404 هـ.

### دراسته الجامعية
التحق الشيخ بكلية أصول الدين بجامعة الإمام محمد بن سعود الإسلامية بالرياض بقسم العقيدة والمذاهب المعاصرة وتخرج منها عام 1409 هـ ثم التحق عام 1410 هـ بالمعهد العالي للقضاء ونال درجة الماجستير فيها عام 1413 هـ.
في عام 1416 هـ تفرغ لنيل درجة الدكتوراه بجامعة أم القرى، وقد نال الشهادة بتقدير (امتياز) وكانت بعنوان (المسالك في المناسك) للإمام أبو منصور الكرماني مخطوط في الفقه المقارن للكرماني. ونوقشت أطروحته يوم السبت 23 محرم 1423 الموافق 6 أبريل 2002 وكان الشيخ عبد العزيز آل الشيخ مفتي عام المملكة ورئيس هيئة كبار العلماء مناقشًا خارجيًا للرسالة، والشيخ الأستاذ الدكتور حسين بن خلف الجبوري (عراقي الجنسية) مناقشًا داخليًا والشيخ الأستاذ الدكتور علي بن عباس حكمي عضو مجلس الشورى سابقًا وعضو مجلس الأعلى للقضاء وعضو هيئة كبار العلماء حاليًا مشرفًا على الرسالة والباحث وقد أوصت اللجنة بطباعة الرسالة.
عام 1430 هـ نال درجة الأستاذية (بروفيسور) في الفقه المقارن.

## أسرته
جده هو محمد بن إبراهيم الشريم أمير شقراء بعد وفاة حجرف البواردي سنة 1322 هـ واستمر حتى سنة 1325 هـ ثم طلب الاعفاء من الإمارة، وتولى الإمارة بعده محمد بن سعود العيسى حتى وفاته سنة 1340 هـ، وأسرته هم الشريم أهل شقراء والسر، ومن هذه الأسرة الشاعر المشهور سليمان بن شريم المتوفى سنة 1363 هـ.

## مشايخه
تلقى العلم مشافهة عن عدد من المشايخ من خلال حضور حلقات دروسهم ما بين مقل له ومكثر منهم:
- الشيخ عبد العزيز بن باز في عدة متون خلال دروس الفجر بالجامع الكبير بالرياض.
- الشيخ عبد الله بن جبرين في منار السبيل في الفقه وكذلك الاعتصام للشاطبي ولمعة الاعتقاد لابن قدامة وكتاب التوحيد للشيخ محمد بن عبد الوهاب وفقه الأحوال بالمعهد العالمي للقضاء أثناء الدراسة.
- الشيخ عبد الله بن عبد العزيز بن عقيل حيث قرأ عليه في حاشية الروض المربع في الفقه الحنبلي وكذا تفسير ابن كثير.
- الشيخ عبد الرحمن البراك في الطحاوية والتدمرية.
- الشيخ عبد العزيز الراجحي في شرح الطحاوية.
- الشيخ فهد الحمين في شرح الطحاوية.
- الشيخ عبد الله الغديان في القواعد الفقهية وكتاب الفروق للقرافي أثناء الدراسة في المعهد العالي للقضاء.
- الشيخ صالح الفوزان في فقه البيوع أثناء دراسته بالمعهد العالي للقضاء عام 1410 هـ.
- الشيخ فهد الحسن.

## حياته العملية
- في عام 1410 هـ عين دارسًا بالمعهد العالي للقضاء.
- في عام 1412 هـ صدر أمر ملكي بتعيينه إمامًا وخطيبًا بالمسجد الحرام. وكان قبل ذلك إمامًا مشهورًا بمدينة الرياض عاصمة السعودية.
- في عام 1413 هـ عين بأمر ملكي قاضيًا بالمحكمة الشرعية الكبرى بمكة المكرمة ثم أعفي من القضاء بناء على طلباته المتكررة بعد وقت قصير من تعيينه.
- في عام 1414 هـ صدرت الموافقة السامية بتكليفه بالتدريس في المسجد الحرام، انتقل للعمل أستاذا بقسم القضاء في كلية الشريعة بجامعة أم القرى.
- حصل على درجة الأستاذية في الفقه وأصوله، وكان سابقًا عميدًا لكلية الشريعة والدراسات الإسلامية.[6]
- في عام 1432 هـ صدر قرار بتكليفه عميدًا لكلية الدراسات القضائية والأنظمة (المستحدثة في جامعة أم القرى) إضافة إلى عمله عميدًا لكلية الشريعة إلى أن يتم تعيين عميد لها، وقد تم ذلك.
- أنشئ كلّيتين فريدتين في جامعة أم القرى إحداهما كلية الدراسات القضائية والأنظمة وثانيهما كلية العلوم الاقتصادية والمالية الإسلامية.

## الشيخ والقرآن
يعتبر الشيخ سعود من القراء المتقنين لقراءة القرآن الكريم وهو يقرأ القرآن برواية حفص عن عاصم وقد حفظ القرآن في مرحلة شبابه وكان يشتغل معظم وقته في الحفظ والمراجعة.

## تأثيره
الشيخ الدكتور سعود بن إبراهيم الشريم من القراء المؤثرين في جميع أنحاء العالم ويلحظ ذلك من خلال زياراته إلى دول العالم وما يواكب ذلك من محاضرات وتكاثف الجموع والتحلق حوله في الحرم المكي وخارجه للسلام عليه وهو من الاصوات المميزة في العالم كله فعندما تسمع له قرائات معينه يجعل قلبك يرتجف من خشية الله.

### حساب الشيخ على التويتر
أنشأ الشيخ حسابًا على تويتر معبرًا فيه عن آرائه الشخصية وبعض هموم المجتمع المسلم، وقد حصل الحساب على التوثيق في الأول من يونيو وهو حساب غير مباشر.

### اختفاء حساب الشيخ سعود من على موقع تويتر
علقت الهيئة العامة للعناية بشؤون المسجد الحرام والمسجد النبوي بشكل غير مباشر على إغلاق حساب تويتر الخاص بالشيخ سعود الشريم إمام الحرم المكي، قبل أيام
وكان قد نشر الموقع الرسمي للهيئة تصريحًا للمتحدّث الرسمي باسمها، أحمد المنصوري، قال فيه: لايوجد أيّة حسابات على مواقع التواصل الاجتماعي لأئمة الحرمين الشريفين.
وتفاجأ مغردون قبل أيام باختفاء حساب الشريم المتابع من قبل 3 ملايين شخص، والموثق بشكل رسمي من قبل إدارة تويتر، وكان سرعان ماكان عقِبَ هذا الأمر أن دشّن مغرّدون هاشتاغًا على موقع تويتر وتصدر الترند بعنوان: #إيقاف_حساب_الشيخ_سعود_الشريم حضرت ضمنه نظرية المؤامرة وكان خلال هذا الهاشتاغ تحليلات وأسباب قد تكون هي وراء اختفاء حساب الشيخ من موقع تويتر.
ولم يتبين بعد سبب توقف الحساب، إلا أن مغردين رجحوا أن الشريم هو الذي أغلق الحساب بنفسه، معللين ذلك بأن إدارة الحرمين لا تسمح بتدشين حسابات على مواقع التواصل. ومن جهة أخرى عزا مغردون أسباب غلق الحساب إلى ما قالوا إنه انتقادات وجهها الشريم للتغيرات والقرارات الأخيرة التي اتخذتها السلطات السعودية.

## مؤلفاته
- كيفية ثبوت النسب «مخطوط».
- كرامات الأنبياء «مخطوط».
- المهدي المنتظر عند أهل السنة والجماعة «مخطوط».
- المنهاج للمعتمر والحاج.
- وميض من الحرم «مجموعة خطب» خمسة أجزاء.[11]
- خالص الجمان تهذيب مناسك الحج من أضواء البيان.[12]
- أصول الفقه سؤال وجواب «مخطوط».
- التحفة المكية شرح حائية ابن أبي داود العقدية «مجلد مخطوط».
- حاشية على لامية ابن القيم «مخطوط».
- فقه الخطيب والخطبة.[13]
- وبل السحابة على نظم الصبابة في مدح المدينة طابه.
- المراجعات حول انكار مصطفى محمود أحاديث الشفاعات.
- إسراج الخيول بنظم المسائل الأربع وثلاثة الأصول.
- نظم الصبابة في مدح المدينة طابة.
- النظم الحبير في علوم القرآن وأصول التفسير.

## دروس في الحرم
- سلسلة شرح كتاب كشف الشبهات في (العقيدة).[14]
- شرح نظم اسراج الخيول في نظم القواعد الاربع والثلاثة الاصول (عقيدة).
- شرح النظم الحبير في علوم القرآن وأصول التفسير.[15]
- سلسلة شرح قصيدة حائية ابن أبي داود (عقيدة).[16]
- شرح كتاب القواعد المثلى (عقيدة).
- شرح كتاب أخصر المختصرات (فقه).
- شرح كتاب بلوغ المرام (حديث).
- شرح كتاب الورقات (أصول فقه).

## وصلات خارجية
- صفحة سعود الشريم في موقع طريق الإسلام.
- صفحة سعود الشريم في موقع السبيل.
- القرآن الكريم كاملًا بصوت سعود الشريم.
- تسجيلات الحرمين.